# Dai Murakami
Dai Murakami (村上大, Murakami Dai), né le 12 décembre 1984 à Goshogawara, est un joueur japonais de basket-ball.

## Statistiques
| Année   | Équipe                   | Matches | Titul. | Min./m. | %tir | %3pts | %l-f | rbds/m. | pass/m. | int/m. | ctr/m. | pts/m. |
| ------- | ------------------------ | ------- | ------ | ------- | ---- | ----- | ---- | ------- | ------- | ------ | ------ | ------ |
| 2010-11 | Akita Northern Happinets | 1       |        | 1.0     | .000 | .000  | .000 | 0.0     | 0.0     | 0.0    | 0.0    | 2.0    |